# Flecha Valona 1976
La Flecha Valona 1976 se disputó el 15 de abril de 1976, y supuso la edición número 40 de la carrera. El ganador fue el holandés Joop Zoetemelk. Los belgas Frans Verbeeck y Freddy Maertens fueron segundo y tercero respectivamente.  

## Clasificación final
| Pos. | Ciclista            | Equipo                 | Tiempo   |
| ---- | ------------------- | ---------------------- | -------- |
| 1    | Joop Zoetemelk      | Gan-Mercier-Hutchinson | 5h43'58" |
| 2    | Frans Verbeeck      | Ijsboerke-Colnago      | a 57"    |
| 3    | Freddy Maertens     | Flandria-Velda         | m.t.     |
| 4    | Eddy Merckx         | Molteni-Campagnolo     | m.t.     |
| 5    | Walter Godefroot    | Ijsboerke-Colnago      | a 5'57"  |
| 6    | Herman Van Springel | Flandria-Velda         | m.t.     |
| 7    | Dietrich Thurau     | TI-Raleigh             | m.t.     |
| 8    | André Dierickx      | Maes Pils-Rokado       | m.t.     |
| 9    | Lucien Van Impe     | Gitane-Campagnolo      | m.t.     |
| 10   | Ludo Peeters        | Ijsboerke-Colnago      | a 9'57"  |